# The Extended Phenotype
The Extended Phenotype är en bok av Richard Dawkins från 1982, där han introducerade ett biologiskt koncept med samma namn (den förlängda fenotypen). Grundtanken är att fenotypen inte bör begränsas till biologiska processer såsom proteinsyntes eller vävnadstillväxt, men utökas till att omfatta alla effekter som en gen har på sin omgivning, i eller utanför kroppen hos den enskilda organismen.
Dawkins anser The Extended Phenotype att vara en uppföljare till Den själviska genen som riktar sig till professionella biologer, och som sitt huvudsakliga bidrag till evolutionsteorin.